# Cogdell
Cogdell est une communauté non incorporée et une census-designated place  du comté de Clinch en Géorgie aux États-Unis.